# Hank Luisetti
Angelo Enrico Luisetti, detto Hank (San Francisco, 16 giugno 1916 – San Mateo, 17 dicembre 2002), è stato un cestista e allenatore di pallacanestro statunitense, inserito nel Naismith Memorial Basketball Hall of Fame. Fu tra i grandi innovatori della pallacanestro ed una delle prime vere star dello sport americano.

## Biografia
Il padre Stefano, muratore, giunse a San Francisco attratto dalle prospettive di lavoro nella ricostruzione della città, distrutta da un terremoto nel 1906.
Cresciuto fino a quasi 190 cm, la sua destinazione naturale fu la pallacanestro. Aveva un fisico esile, tanto da venir soprannominato spiderlegs, cioè gambe di ragno. Negli anni 1930 si tirava ancora solo con due mani. Fu proprio Luisetti ad introdurre il tiro a una mano e in corsa (jump-shot). Brillò anche nella tecnica del dribbling e del passaggio dietro la schiena.
Il 30 dicembre 1936 la sua università si batté contro Long Island. Era la prima volta che Luisetti giocava nell'Est. Davanti ai 17.623 spettatori del Madison Square Garden espresse il suo gioco e portò Stanford alla vittoria, spezzando l'imbattibilità della squadra di casa, che durava da 43 partite. Dal giorno dopo fu il giocatore di pallacanestro più popolare degli Stati Uniti.

Il primo gennaio 1938 mise a segno 50 punti in una partita giocata a Cleveland. Fu la prima volta che accadde negli Stati Uniti nell'era pre-NBA. Subito Hollywood lo scritturò e gli fece girare un film con Betty Grable, Campus Confessions. Luisetti vinse tre volte l'All-America, il premio per il miglior giocatore negli sport non professionistici.
Terminata la carriera universitaria, militò in diverse squadra dell'Amateur Athletic Union. Servì inoltre la United States Navy. Nel 1944 dovette abbandonare la carriera cestistica in seguito ad una meningite.
Nel 1951 tornò nel mondo della pallacanestro da allenatore, guidando gli Stewart Chevrolets alla vittoria del campionato AAU; in squadra figurava anche George Yardley.
Nel 1959 fu tra i primi quattro cestisti ad essere stato inserito nel Naismith Memorial Basketball Hall of Fame, insieme con Chuck Hyatt, George Mikan e John Schommer.